# Rayman Kart
Rayman Kart è un videogioco sportivo per cellulare del 2007. Nel 2009 uscì anche una versione per BlackBerry. Il gioco consiste in una serie di gare automobilistiche, molto simile al videogioco Mario Kart.

## Personaggi
- Rayman
- Globox
- Razorbeard
- Hoodblaster
- Re Teensie
- Mr.Rabbid

## Attacchi utilizzabili
- Guantoni da Boxer: compaiono dei guantoni da Boxer intorno al personaggio permettendogli di scagliarli contro gli avversari.

- Stella della Fata: aumenta la velocità del giocatore e lo fa diventare più forte.

- Aumentatore di velocità: aumenta la velocità del giocatore.

- Teletrasporto: teletrasporta il personaggio in prima posizione.

- Tornado: fa roteare in aria gli avversari.

- Attacco Speciale: permette di far sfruttare al personaggio il suo attacco speciale segreto.

## Attacchi speciali
Ogni personaggio può utilizzare i propri attacchi speciali sotto elencati.
| Personaggio | Attacco speciale                                             |
| ----------- | ------------------------------------------------------------ |
| Rayman      | si trasforma in un pugno gigante e travolge gli avversari.   |
| Globox      | fa cadere in pista chiodi.                                   |
| Re Teen     | si trasporta in prima posizione.                             |
| Razorbeard  | lancia una palla di cannone esplosiva sul percorso.          |
| Hoodblaster | rilascia dei Lum oscuri che rubano il bonus degli avversari. |
| Mr. Rabbid  | rallenta gli avversari.                                      |

## Livelli
- Dreamy Forest
- Rockslide Run
- Sanctuary of Fire
- Frozen Highway
- Shipwreck Track
- Murky Swamp
- Moonlight Pass
- Rabbid Battlefield

## Coppe
- Coppa di bronzo
- Coppa d'argento
- Coppa d'oro

## Curiosità
- Murfy fa un'apparizione cameo nel gioco, infatti compare quando si completa un giro mostrando il numero di giri rimanenti o completandolo.
- Il logo del gioco è simile a quello di Rayman Raving Rabbids.